# ریک مارتل
ریک مارتل (انگلیسی: Rick Martel؛ زادهٔ ۱۸ مارس ۱۹۵۶) کشتی‌گیر کشتی حرفه‌ای اهل کانادا است.
از فیلم‌ها یا برنامه‌های تلویزیونی که وی در آن نقش داشته است می‌توان به رسلمانیا ۳ اشاره کرد.